# Dezső Orosz
Dezső Orosz (ur. 11 kwietnia 1887 w komitacie Hajdú-Bihar) – węgierski zapaśnik walczący w stylu klasycznym. Olimpijczyk ze Sztokholmu 1912, gdzie zajął szesnaste miejsce w wadze lekkiej.
Zajął czwarte miejsce na mistrzostwach Europy w 1912 roku.
Był bratem Miklósa Orosza, zapaśnika i olimpijczyka z Londynu 1908.

## Letnie Igrzyska Olimpijskie 1912
| Konkurencja | Eliminacje              | Eliminacje             | Eliminacje              | Eliminacje               | Klas. końcowa |
| Konkurencja | Przeciwnik I            | Przeciwnik II          | Przeciwnik III          | Przeciwnik IV            | Miejsce       |
| ----------- | ----------------------- | ---------------------- | ----------------------- | ------------------------ | ------------- |
| 67,5 kg     | Rudolf Rydström (SWE) Z | Eugène Lesieur (FRA) Z | Vihtori Urvikko (FIN) P | Edvin Mathiasson (SWE) P | 16.           |